# Шмидт, Лотар
Лотар Шмидт (настоящая фамилия Голдшмидт; 5 июня 1862, Сорау, Нижняя Лужица (ныне Жары, Польша) — 25 марта 1931, Берлин) — немецкий писатель и драматург.
Изучал романскую филологию и историю искусств в университетах Бреслау и Берлина. В 1889 году получил степень доктора философии в университете Бреслау, после чего некоторое время жил во Флоренции и Брюсселе, в 1897 году вернулся в Бреслау, с 1899 года и до конца жизни жил в Берлине.
Из его драматических произведений наибольший успех имели комедии: «Luigi Cafarelli», «Sprechstunde», «Der Leibalte», «Der Mensch in der Bestie», из романов — «Exredacteur Sauer».